# 209P/LINEAR
209P/LINEAR 41 (209P/LINEAR) — периодическая комета, открытая 3 февраля 2004 года в рамках проекта LINEAR с использованием метрового рефлектора. Первоначально объект наблюдался без комы и получил название 2004 CB как малая планета или астероид, но в марте 2004 года Роберт Макнот наблюдал кометный хвост и подтвердил, что объект является кометой.Постоянный номер 209P был присвоен объекту 12 декабря 2008 года при повторном наблюдении кометы. В 2009 году были обнаружены изображения кометы, полученные до декабря 2003 года. Наблюдения в обсерватории Аресибо в 2014 году показали, что ядро кометы имеет форму арахиса и в диаметре достигает 2,4 км. Для своих размеров комета проявляет крайне малую активность и, вероятно, переходит на стадию выродившейся кометы.

## Прохождение в 2014 году
209P/LINEAR прошла перицентр 6 мая 2014 года. 29 мая 2014 комета прошла на расстоянии 0,0554 а.е. от Земли, но яркость усилилась только до видимой звёздной величины 12. Сближение 2014 года стало девятым по расстоянию из известных сближений Земли и комет.

## Связанные метеорные потоки
Предварительные результаты, полученные Эско Лютиненом и Питером Дженнискенсом, подтверждённые другими исследователями, предсказывали  возможное создание кометой 209P/LINEAR крупного метеорного потока с радиантом в созвездии Жирафа ночью 23/24 мая 2014 года. Предполагалось, что в час можно будет наблюдать от 100 до 400 метеоров. Земля должна была пересечь предыдущие траектории кометы с 1803 по 1924 годы в мае 2014 года. Пиковая активность ожидалась в окрестности 7 часов UT 24 мая 2014 года, когда пылевые хвосты, возникшие в предыдущие прохождения кометой перигелия, пройдут на расстоянии 0,0002 а.е. от Земли. Метеорный поток созвездия Жирафа 2014 года создавал только 10-15 видимых метеоров в час. При этом радиант и дата максимума видимого потока были предсказаны верно. Пик активности потока пришёлся на 6 часов UT 24 мая 2014 года. Наблюдения радара CMOR в Канаде обнаружили поток по данным в высоких частотах, но частицы оказались слишком маленькими для визуального наблюдения. Земля войдёт в полосу метеорной активности 24 мая 2019 года в 8 часов UT при зенитном часовом числе ~5. Эта-Аквариды также активны в это время года.
209P/LINEAR может также быть источником слабого метеорного потока 6–14 июня ("сигма Большой Медведицы", SIM #677).

### Сближения с планетами
Характерной особенностью этой кометы являются частые сближения с Землёй, — так за XX и XXI века комета пять раз подходила к Земле и всего три раза к Юпитеру. Причём сближение 2014 года было особенно тесным. Тогда комета подошла к Земле всего на 9 млн км.
- 0,54 а. е. от Юпитера 8 мая 1917 года;
- 0,41 а. е. от Земли 21 февраля 1954 года;
- 0,92 а. е. от Юпитера 12 марта 1976 года;
- 0,49 а. е. от Земли 22 февраля 1999 года;
- 0,39 а. е. от Земли 7 марта 2004 года;
- 0,26 а. е. от Земли 10 апреля 2009 года;
- 0,59 . е. от Юпитера 17 февраля 2012 года;
- 0,06 а. е. от Земли 29 мая 2014 года.